# Willem Hendrik Taets van Amerongen van Renswoude
Willem Hendrik baron Taets van Amerongen van Renswoude (Renswoude, 21 mei 1895 − Amersfoort, 28 juli 1971) was een Nederlands burgemeester, hoogheemraad Lekdijk Bovendams en ereridder van de Johanniter Orde.
Taets werd geboren als telg van het geslacht Taets van Amerongen en zoon van Jan Karel baron Taets van Amerongen van Renswoude, heer van Renswoude, Emmikhuizen en Deyl (1852-1922) en Louise Henriette van Eeghen (1856-1931). Hij behoorde tot de tak die kasteel Renswoude bezat en dat hijzelf ook bewoonde. 
Op 5 juli 1921 trouwde hij met Agatha Gertruida Wilhelmina de Bordes (1899-1985) en scheidde van haar in 1933. Uit dit huwelijk kwamen drie dochters voort van wie er een op 6-jarige leeftijd overleed in 1931, een andere op 29-jarige leeftijd in 1958.
Taets hertrouwde op 12 mei 1934 in Baarn met Cornelia Charlotte Bieruma Oosting (1899-1996), dochter van mr. Jan Bieruma Oosting en Adriana Jancke barones van Harinxma thoe Slooten, bewoners van huis Lauswolt; zij was gescheiden van bankier jhr. Wilco Julius van Sminia (1898-1985) met wie zij drie dochters had.
In 1925 werd Taets burgemeester van Oudenrijn en waarnemend burgemeester van Veldhuizen en Harmelen. Hij zou dit ambt meer dan 25 jaar vervullen.  De gemeente Oudenrijn werd per 1 januari 1954 voor een deel bij de gemeente Utrecht en gedeeltelijk bij de nieuw gevormde gemeente Vleuten-De Meern gevoegd. Taets van Amerongen was van 1952 tot 1957 burgemeester van Driebergen-Rijsenburg.